# 巴西彎牙甲鯰
巴西彎牙甲鯰，為輻鰭魚綱鯰形目甲鯰科的其中一種，為熱帶淡水魚，分布於南美洲巴西Paraopeba河流域，體長可達8.3公分，棲息在底層水域，生活習性不明。